# Hang Hươu
Hang Hươu (tiếng Mã Lai: Gua Rusa) là một hang ở Borneo, Malaysia, trong Vườn quốc gia Gunung Mulu, một di sản thế giới được UNESCO công nhận.
Hang Hươu có chiều cao 196.64 m, rộng 90 m, dài 2 km, từng được xem là hang lớn nhất thế giới cho đến thời điểm năm 2009 khi Hiệp hội Hang động Hoàng gia Anh công bố hang Sơn Đoòng trong Vườn quốc gia Phong Nha-Kẻ Bàng ở Quảng Bình, Việt Nam, là hang có chiều rộng 200 mét, cao hơn 150 mét, dài ít nhất gần 9 km là hang động tự nhiên lớn nhất thế giới.

## Miêu tả và lịch sử khảo sát
Hang động đã được lập bản đồ chuyên sâu bởi một đoàn thám kiểm của Hiệp hội Địa Lý Hoàng gia Anh vào năm 1978. Các phép đo cho thấy hang có chiều rộng 174 mét, cao 122 mét ở một đoạn xuyên núi với độ dài khoảng 1 km . Cuộc khảo sát tiếp theo vào năm 2009 đã tăng chiều dài hang lên 4,1 km và kết nối với hang Lang, một hang động khác trong khu vực. Cuộc khảo sát này được thực hiện bởi viện Hoffman tại Đại học Western Kentucky cho thấy diện tích mặt cắt ngang tối đa ở lối đi phía Nam rộng hơn. Kết luận, hang Deer không rộng bằng Hang Sơn Đoòng của Việt Nam